# Термінальний нерв
Терміна́льний нерв або нульовий черепний нерв, досліджений німецьким вченим Густавом Фріцшем у 1878 в мозку акул. Вперше виявлений у людини в 1913 році. У 1990 році дослідження показали, що термінальний нерв є частою знахідкою в мозку дорослих. Нерв називають по-різному, в тому числі  XIII-м черепним нервом, Нульовим нервом, нервом N, і NT.

## Структура

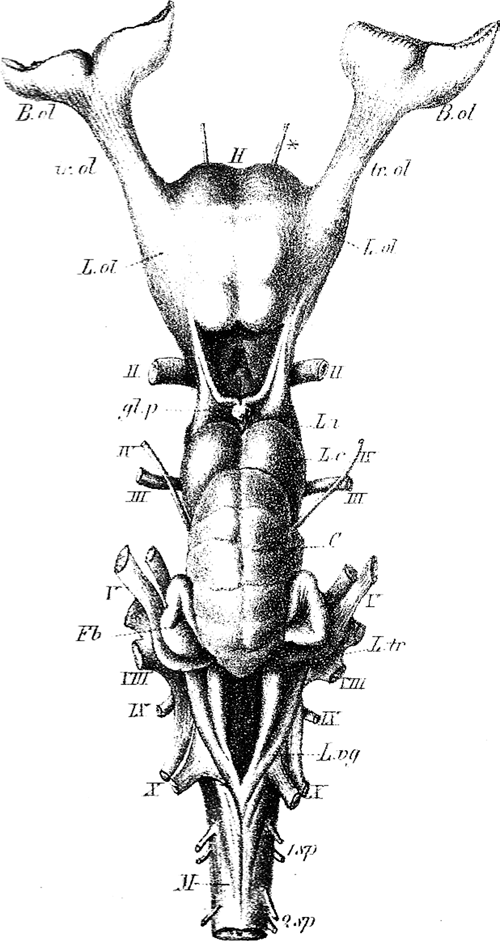
Оригінальна ілюстрація (1878) Фріцша з мозком катрана (морської собаки), яка показує даний нерв, позначений зірочкою.

Термінальний нерв знаходиться попереду інших черепних нервів і являє собою мікроскопічне сплетення немієлінізованих периферичних нервових волокон в субарахноїдальному просторі, прикритих прямою звивиною (gyrus rectus). Це сплетення знаходиться біля поперечної пластинки решітчастої кістки, йде дозаду в напрямку нюхового трикутника, медіальної нюхової звивини і  термінальної пластинки.
Нерв часто пропускають на розтинах, тому що він незвично тонкий для черепно-мозкових нервів, і часто виривають при вийманні мозку. Для візуалізації нерва необхідний ретельний і обережний розтин. Його призначення і функціонування як і раніше відкриті для дискусій; тому, нульовий нерв часто не згадується в підручниках з анатомії.

### Дослідження
Рибка Даніо-реріо використовувалася як модель в нещодавніх дослідженнях.
Зв'язок термінального нерву з ольфакторною (нюховою) системою екстенсивно досліджувався на людських ембріонах. Він знайдений таким, що входить у мозок на стадіях 17 і 18 з ольфакторної зони.

## Функції
Знаходячись дуже близько (й тому часто плутається з гілочкою нюхового нерву) , термінальний нерв не пов'язаний із нюховою цибулиною, де аналізуються запахи. Цей факт говорить про те, що або нерв або є рудиментом, або пов'язаний з відчуттями феромонів. Ця гіпотеза підтверджується фактом, що нерв має проєкцію в  медіальних і латеральних септальних ядрах і преоптичних зонах, які залучені до регулювання статевої поведінки у ссавців.

## Додаткові ілюстрації

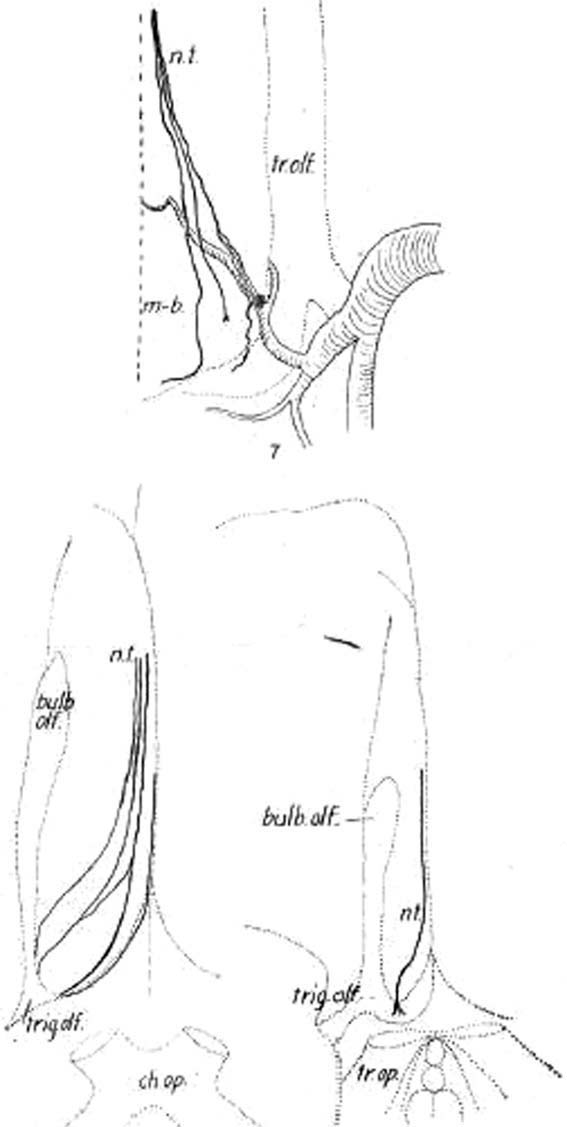
Три варіанти нерва на нижній поверхні головного мозку.
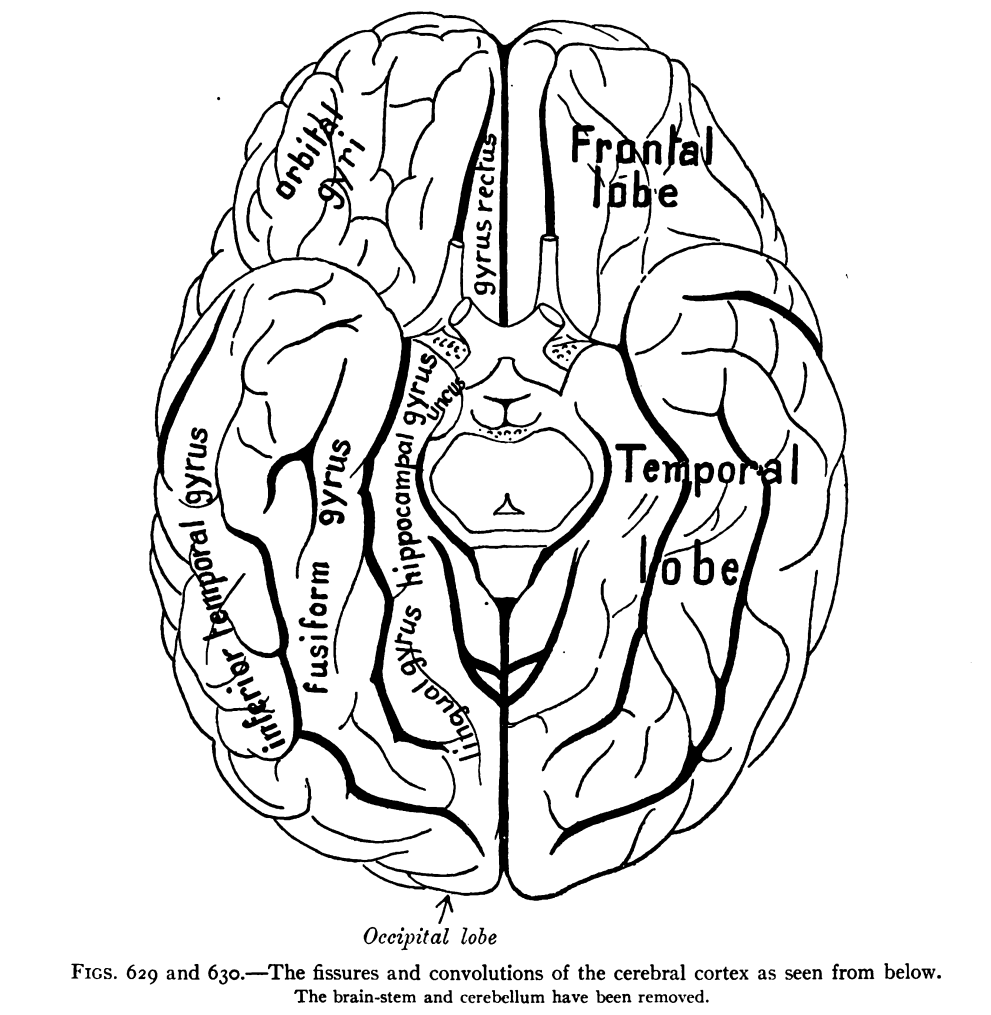
Мозок знизу. Пряма звивина по центру спереду.